# چوگله
چوگله (به مجاری:  Csögle) یک شهرداری در مجارستان است که در وسپرم واقع شده‌است. چوگله ۱۶٫۹۱ کیلومتر مربع مساحت و ۷۲۶ نفر جمعیت دارد.